# Nati nel 1937/Marzo
| Questa pagina contiene informazioni ricavate automaticamente dalle voci biografiche con l'ausilio del template Bio e di un bot. L'aggiornamento è periodico e automatico e ricostruisce completamente la pagina. Se manca una persona in questa lista, sei pregato di non aggiungerla, ma accertati piuttosto che la sua voce biografica contenga il template Bio e che i dati anagrafici siano correttamente compilati. Se il template Bio manca, inseriscilo tu stesso o, in alternativa, metti l'avviso {{tmp\|Bio}} che ne segnala la mancanza. Se i dati riportati sono sbagliati, correggi direttamente la voce biografica; le modifiche saranno visibili in questa lista entro pochi giorni. Per chiarimenti vedi il progetto biografie. La lista contiene solo le 233 persone che sono citate nell'enciclopedia e per le quali è stato implementato correttamente il template Bio. Pagina aggiornata al 18 ago 2025. |

- 1º marzo - Giuseppe Ciani, pittore e scrittore italiano
- 1º marzo - Eugen Doga, compositore moldavo († 2025)
- 1º marzo - Terry Garvin, wrestler canadese († 1998)
- 1º marzo - Boris Andreevič Uspenskij, filologo, slavista e mitografo russo
- 2 marzo - Abdelaziz Bouteflika, politico algerino († 2021)
- 2 marzo - Denny Crum, cestista e allenatore di pallacanestro statunitense († 2023)
- 2 marzo - Yehoshua Kenaz, scrittore e traduttore israeliano († 2020)
- 2 marzo - BarBara Luna, attrice statunitense
- 2 marzo - Antonio Renna, allenatore di calcio e calciatore italiano († 2019)
- 2 marzo - Pierre Trần Đình Tứ, vescovo cattolico vietnamita
- 3 marzo - Vittorio Bissi, calciatore e allenatore di calcio italiano († 2019)
- 3 marzo - Sidney Coleman, fisico statunitense († 2007)
- 3 marzo - Bobby Driscoll, attore statunitense († 1968)
- 3 marzo - Walter Graf, bobbista svizzero († 2021)
- 3 marzo - Arlette Grosso, ex sciatrice alpina francese
- 3 marzo - Tsukasa Hosaka, calciatore e allenatore di calcio giapponese († 2018)
- 3 marzo - Dino Leonetti, fumettista italiano († 2006)
- 3 marzo - Haim Levin, calciatore israeliano († 2024)
- 3 marzo - Kevin O'Halloran, nuotatore australiano († 1976)
- 3 marzo - Edith Peinemann, violinista e insegnante tedesca († 2023)
- 3 marzo - Eddie Perkins, pugile statunitense († 2012)
- 4 marzo - José Araquistáin, ex calciatore spagnolo
- 4 marzo - Nina Bejlina, violinista sovietica († 2018)
- 4 marzo - Ottavio Besomi, filologo e italianista svizzero
- 4 marzo - Alfredo Maria Bonanno, anarchico italiano († 2023)
- 4 marzo - Pier Giorgio Cazzola, velocista italiano († 2001)
- 4 marzo - Francesco De Carli, politico italiano († 2012)
- 4 marzo - William Deverell, scrittore e avvocato canadese
- 4 marzo - Elio Veller, attore italiano († 2012)
- 4 marzo - Urbano Zea, cestista messicano († 2022)
- 5 marzo - Letizia Bertoni, ex ostacolista e velocista italiana
- 5 marzo - Sal Borgese, attore e stuntman italiano
- 5 marzo - Claude Bourquard, ex schermidore francese
- 5 marzo - Dan Burros, attivista statunitense († 1965)
- 5 marzo - André Damseaux, politico belga († 2007)
- 5 marzo - Alessandro Montevecchi, critico letterario italiano
- 5 marzo - Angela Portaluri, attrice italiana († 2024)
- 5 marzo - Georges Zvunka, allenatore di calcio e calciatore francese († 2022)
- 6 marzo - Daniel Andres, compositore e musicista svizzero
- 6 marzo - Elisa Calsi, ex ginnasta italiana
- 6 marzo - Ben Keith, musicista e produttore discografico statunitense († 2010)
- 6 marzo - Deryn Lake, scrittrice britannica
- 6 marzo - Paul Méfano, compositore e direttore d'orchestra francese († 2020)
- 6 marzo - Romano Penna, presbitero, biblista e traduttore italiano († 2025)
- 6 marzo - Sam the Sham, cantante statunitense
- 6 marzo - Valentina Tereškova, cosmonauta e politica russa
- 7 marzo - Ennio Calabria, pittore e illustratore italiano († 2024)
- 7 marzo - Carmine Castellano, dirigente sportivo italiano
- 7 marzo - Paolo Galletti, nuotatore e pittore italiano († 2015)
- 7 marzo - Imre Sátori, calciatore ungherese († 2010)
- 7 marzo - Georgi Tringov, scacchista bulgaro († 2000)
- 8 marzo - Richard Fariña, scrittore e cantautore statunitense († 1966)
- 8 marzo - Klara Guseva, pattinatrice di velocità su ghiaccio sovietica († 2019)
- 8 marzo - Juvénal Habyarimana, politico e generale ruandese († 1994)
- 8 marzo - Antonio Iervolino, politico italiano
- 8 marzo - Hitomi Jinno, ex nuotatrice giapponese
- 9 marzo - Carlo Bini, tenore italiano († 2021)
- 9 marzo - Azio Corghi, compositore e musicologo italiano († 2022)
- 9 marzo - Tor Kamata, wrestler statunitense († 2007)
- 9 marzo - Brian Redman, ex pilota automobilistico britannico
- 9 marzo - Diana de Feo, giornalista e politica italiana († 2021)
- 10 marzo - Martin Bernal, grecista e storico britannico († 2013)
- 10 marzo - María Boisset, ex cestista cilena
- 10 marzo - Dante Crippa, calciatore italiano († 2021)
- 10 marzo - Paolo Da Ros, ex giocatore di curling italiano
- 10 marzo - Bill Dodge, ex calciatore inglese
- 10 marzo - Samuel Hall, tuffatore e politico statunitense († 2014)
- 10 marzo - María Kodama, scrittrice e traduttrice argentina († 2023)
- 10 marzo - Pordenone Montanari, artista italiano
- 10 marzo - Vincenzo Tondo, ex tiratore a segno italiano
- 10 marzo - Joe Viterelli, attore statunitense († 2004)
- 11 marzo - Jovan Divjak, generale e scrittore jugoslavo († 2021)
- 11 marzo - Gennadij Gusarov, calciatore sovietico († 2014)
- 11 marzo - Carlos Larrañaga, attore spagnolo († 2012)
- 11 marzo - Laura Lilli, giornalista e scrittrice italiana († 2014)
- 11 marzo - Lorne Loomer, canottiere canadese († 2017)
- 11 marzo - Giorgio Muzzi, allenatore di pallavolo e pallavolista italiano († 2012)
- 11 marzo - Gabriele Panizzi, politico italiano
- 11 marzo - Milan Vukčević, scacchista, compositore di scacchi e ingegnere jugoslavo († 2003)
- 11 marzo - Aleksandra Zabelina, schermitrice sovietica († 2022)
- 12 marzo - Carlo Bonomi, doppiatore italiano († 2022)
- 12 marzo - Janne Carlsson, attore e musicista svedese († 2017)
- 12 marzo - Boris Durov, regista sovietico († 2007)
- 12 marzo - Roy Edwards, hockeista su ghiaccio canadese († 1999)
- 12 marzo - Zoltán Horváth, schermidore ungherese († 2025)
- 12 marzo - Rosario Parmegiani, pallanuotista italiano († 2019)
- 12 marzo - John Richter, cestista statunitense († 1983)
- 12 marzo - Ingrid Sander, ex schermitrice venezuelana
- 12 marzo - Zurab Sotkilava, cantante, calciatore e tenore sovietico († 2017)
- 13 marzo - Giancarlo Ansaloni, calciatore e allenatore di calcio italiano († 2016)
- 13 marzo - Gil Baroni, attore e doppiatore italiano († 2020)
- 13 marzo - Antonio Betancort, calciatore spagnolo († 2015)
- 13 marzo - Vittorio Castellani, astrofisico, speleologo e archeologo italiano († 2006)
- 13 marzo - Terry Cox, batterista inglese
- 13 marzo - Isa Danieli, attrice italiana
- 13 marzo - Fofó Iosefa Fiti Sunia, politico e traduttore statunitense
- 13 marzo - Sherrill Headrick, giocatore di football americano statunitense († 2008)
- 13 marzo - Gert Hofbauer, direttore d'orchestra austriaco († 2017)
- 13 marzo - Vladimir Makanin, scrittore russo († 2017)
- 14 marzo - Jerzy Adamski, pugile polacco († 2002)
- 14 marzo - Arturo Chaires, calciatore messicano († 2020)
- 14 marzo - George Hudson, calciatore inglese († 2020)
- 14 marzo - Benny Paret, pugile cubano († 1962)
- 14 marzo - Luis Manuel Rodríguez, pugile cubano († 1996)
- 15 marzo - Attilio Alto, ingegnere italiano († 1999)
- 15 marzo - Randy Duncan, giocatore di football americano statunitense († 2016)
- 15 marzo - Adalberto Orsatti, matematico italiano († 2006)
- 15 marzo - Valentin Grigor'evič Rasputin, scrittore russo († 2015)
- 15 marzo - Dick Bass, giocatore di football americano statunitense († 2006)
- 15 marzo - Niele Toroni, artista svizzero
- 15 marzo - Jennifer Welles, attrice pornografica e attrice cinematografica statunitense († 2018)
- 16 marzo - Mauro De Grassi, ex calciatore italiano
- 16 marzo - David Del Tredici, compositore e pianista statunitense († 2023)
- 16 marzo - Salvatore Di Cristina, arcivescovo cattolico italiano
- 16 marzo - Rita Horky, cestista e allenatrice di pallacanestro statunitense († 1987)
- 16 marzo - Peter Kreeft, filosofo, teologo e educatore statunitense
- 16 marzo - Giancarlo Lapi, arbitro di calcio italiano († 1987)
- 16 marzo - Mark Lewin, ex wrestler statunitense
- 16 marzo - Attilio Nicora, cardinale e arcivescovo cattolico italiano († 2017)
- 16 marzo - Jurij Osipov, ex schermidore sovietico
- 16 marzo - Michel Rat, ex cestista francese
- 16 marzo - Amos Tversky, psicologo israeliano († 1996)
- 17 marzo - Masayuki Akehi, regista giapponese
- 17 marzo - Piero Leonardo Andreucci, politico italiano
- 17 marzo - Oleg Morozov, calciatore sovietico († 2006)
- 17 marzo - Helmut Müller, ex calciatore tedesco orientale
- 17 marzo - Galina Samsova, ballerina e direttrice teatrale russa († 2021)
- 17 marzo - Conrad Schnitzler, tastierista, chitarrista e compositore tedesco († 2011)
- 18 marzo - Rudi Altig, ciclista su strada e pistard tedesco († 2016)
- 18 marzo - Laurens Jan Brinkhorst, politico e diplomatico olandese
- 18 marzo - Angelo e Alfredo Castiglioni, archeologo e regista italiano († 2022)
- 18 marzo - Mark Donohue, pilota automobilistico statunitense († 1975)
- 18 marzo - Anne-Marie Leduc, ex sciatrice alpina francese
- 18 marzo - Ivan Levaï, giornalista, storico e saggista ungherese
- 18 marzo - Barbro Lindgren, scrittrice svedese
- 18 marzo - Roberto Livraghi, compositore e dirigente sportivo italiano
- 18 marzo - Sacha Sosno, pittore e scultore francese († 2013)
- 18 marzo - Michelangelo Maria Tiribilli, abate italiano († 2025)
- 18 marzo - Emi Wada, costumista giapponese († 2021)
- 19 marzo - Domenico De Dominicis, ex calciatore italiano
- 19 marzo - Clarence "Frogman" Henry, pianista e cantante statunitense († 2024)
- 19 marzo - Egon Krenz, politico tedesco
- 19 marzo - Mario Macalli, dirigente sportivo italiano († 2022)
- 19 marzo - Carlo Mazzone, calciatore e allenatore di calcio italiano († 2023)
- 19 marzo - Ahmed Oudjani, calciatore algerino († 1998)
- 19 marzo - Maurice Roëves, attore britannico († 2020)
- 19 marzo - Sofia Scandurra, sceneggiatrice, regista e scrittrice italiana († 2014)
- 20 marzo - Jeremy Larner, scrittore e sceneggiatore statunitense
- 20 marzo - Lois Lowry, scrittrice statunitense
- 20 marzo - António Morato, calciatore portoghese († 2025)
- 20 marzo - Lina Morgan, attrice spagnola († 2015)
- 20 marzo - Helmut Recknagel, ex saltatore con gli sci e dirigente sportivo tedesco
- 20 marzo - Jerry Reed, cantautore e attore statunitense († 2008)
- 20 marzo - David Segal, ex velocista britannico
- 21 marzo - Fred Akuffo, politico e generale ghanese († 1979)
- 21 marzo - François Bonlieu, sciatore alpino francese († 1973)
- 21 marzo - Ann Clwyd, politica britannica († 2023)
- 21 marzo - Tom Flores, ex giocatore di football americano e allenatore di football americano statunitense
- 21 marzo - Mária Kocsor, ex cestista ungherese
- 21 marzo - Julienne Marie, attrice e psicoterapeuta statunitense
- 21 marzo - Pierre-Jean Rémy, diplomatico e scrittore francese († 2010)
- 22 marzo - Angelo Badalamenti, compositore, pianista e arrangiatore statunitense († 2022)
- 22 marzo - Georges Groussard, ex ciclista su strada francese
- 22 marzo - Armin Hary, ex velocista tedesco
- 22 marzo - Jon Hassell, trombettista e compositore statunitense († 2021)
- 22 marzo - Emerich Jenei, allenatore di calcio e ex calciatore rumeno
- 22 marzo - Hans Kinsky von Wchinitz und Tettau, politico austriaco († 2004)
- 22 marzo - Edmar Mednis, scacchista e scrittore statunitense († 2022)
- 22 marzo - Vincenzo Pietrini, politico italiano
- 23 marzo - Tony Burton, attore e pugile statunitense († 2016)
- 23 marzo - José Luis Veloso, calciatore spagnolo († 2019)
- 23 marzo - Robert Gallo, medico e biologo statunitense
- 23 marzo - Željko Perušić, allenatore di calcio e calciatore jugoslavo († 2017)
- 23 marzo - Franco Rubartelli, fotografo e regista italiano
- 23 marzo - Moacyr Scliar, scrittore e medico brasiliano († 2011)
- 23 marzo - John Woolfe, pilota automobilistico inglese († 1969)
- 24 marzo - Elazar Benyoëtz, scrittore israeliano
- 24 marzo - Lynn Borden, attrice statunitense († 2015)
- 24 marzo - Alessandro Cappabianca, architetto, critico d'arte e critico cinematografico italiano († 2025)
- 24 marzo - Antonio Franco, arcivescovo cattolico italiano
- 24 marzo - Frits Lambrechts, attore, doppiatore e musicista olandese
- 24 marzo - Benjamin Luxon, baritono britannico († 2024)
- 24 marzo - Francesco Martino, politico italiano († 2017)
- 24 marzo - Serge Mongeau, medico, scrittore e politico canadese († 2025)
- 24 marzo - Moysés Blás, ex cestista brasiliano
- 24 marzo - Lloyd Erskine Sandiford, politico e diplomatico barbadiano († 2023)
- 24 marzo - Billy Stewart, cantante, batterista e pianista statunitense († 1970)
- 25 marzo - Onésimo Cepeda Silva, vescovo cattolico messicano († 2022)
- 25 marzo - Imre Mathesz, calciatore ungherese († 2010)
- 25 marzo - Hidekatsu Shibata, attore e doppiatore giapponese
- 25 marzo - Celestino Testa, calciatore italiano († 2013)
- 26 marzo - J. Scott Armstrong, economista e statistico statunitense († 2023)
- 26 marzo - Albert Brülls, calciatore e allenatore di calcio tedesco († 2004)
- 26 marzo - Stefano Ceratti, politico italiano († 1992)
- 26 marzo - Maria Teresa Coppo Gavazzi, politica italiana
- 26 marzo - Wayne Embry, ex cestista e dirigente sportivo statunitense
- 26 marzo - Barbara Jones, ex velocista statunitense
- 26 marzo - Jurij Korneev, cestista sovietico († 2002)
- 26 marzo - Attilio Lentati, dirigente d'azienda italiano († 2020)
- 26 marzo - Adrian Lyttelton, storico inglese
- 26 marzo - Ahmed Qurei, politico palestinese († 2023)
- 26 marzo - Giorgio Trestini, attore italiano
- 26 marzo - Misa Uehara, attrice giapponese († 2003)
- 27 marzo - Genpei Akasegawa, artista giapponese († 2014)
- 27 marzo - Jane Chambers, drammaturga, scrittrice e poetessa statunitense († 1983)
- 27 marzo - Julij Andreevič Fajt, regista russo († 2022)
- 27 marzo - Alan Hawkshaw, compositore e tastierista britannico († 2021)
- 27 marzo - Francesco Janich, calciatore, allenatore di calcio e dirigente sportivo italiano († 2019)
- 27 marzo - Raffaello Orsero, imprenditore, dirigente d'azienda e armatore italiano († 2006)
- 27 marzo - Jürgen Thiel, ex pallanuotista tedesco orientale
- 28 marzo - Afra Bianchin, architetta, designer e restauratrice italiana († 2011)
- 28 marzo - Luciano De Ambrosis, attore, doppiatore e direttore del doppiaggio italiano
- 28 marzo - Davit Gvantseladze, lottatore sovietico († 1984)
- 28 marzo - Giovanni Marongiu, avvocato e politico italiano († 2021)
- 28 marzo - Gianni Angelo Pedrini, liutaio italiano († 2018)
- 28 marzo - Paavo Suhonen, ex cestista finlandese
- 28 marzo - Fausto Vicino, ex calciatore italiano
- 29 marzo - Akio Jissōji, regista e sceneggiatore giapponese († 2006)
- 29 marzo - Gordon Milne, ex calciatore, allenatore di calcio e dirigente sportivo britannico
- 29 marzo - Bruno Mora, calciatore e allenatore di calcio italiano († 1986)
- 30 marzo - Santo Barbato, calciatore e allenatore di calcio italiano († 2017)
- 30 marzo - Warren Beatty, attore, produttore cinematografico e sceneggiatore statunitense
- 30 marzo - Pascal Ickx, ex pilota automobilistico e giornalista belga
- 30 marzo - Zé Celso, regista teatrale, attore e drammaturgo brasiliano († 2023)
- 30 marzo - Michel Modo, attore, comico e doppiatore francese († 2008)
- 31 marzo - Claude Allègre, fisico, geologo e politico francese († 2025)
- 31 marzo - Vincenzo Cambi, medico italiano († 2020)
- 31 marzo - Robert DiBernardo, mafioso statunitense († 1986)
- 31 marzo - Willem Duyn, cantante olandese († 2004)
- 31 marzo - Sid Ahmed Ghozali, politico algerino († 2025)
- 31 marzo - Jean Kluger, compositore, editore musicale e produttore discografico belga
- 31 marzo - Herbert Ninaus, calciatore austriaco († 2015)
- 31 marzo - Giuseppe Sartore, ciclista su strada italiano († 1995)